# Ossesluis
De Ossesluis is een schutsluis met puntdeuren in de Hoogeveensche Vaart tussen de Rogatsluis en de Nieuwe Brugsluis. De sluis ligt in de gemeente De Wolden bij het dorp de Wijk. De vaarweg is CEMT-klasse II.
De schutlengte is 65 m en de wijdte is 7,5 m. De minste drempeldiepte is aan de benedendrempel KP –5,2 m en aan de bovendrempel KP –3,2 m. Er ligt een vaste brug over het benedenhoofd, met een doorvaarthoogte van KP +5,3 m.
De Ossesluis wordt op afstand bediend vanuit de centrale bedieningspost Nieuwe Brugsluis te Hoogeveen, zoals het gehele traject van de Hoogeveensche Vaart. Voor bediening kan men zich melden via meldknoppen bij de sluis. De sluis is ook via de marifoon aan te roepen op VHF-kanaal 78.